# Parken Stadion
El Parken Stadion (por razones de patrocinio llamado Parken Connected By 3) es un estadio de fútbol ubicado en el distrito de Indre Østerbro en la ciudad de Copenhague, capital de Dinamarca. El recinto inaugurado en 1992 posee una capacidad para 42 305 personas. Ha acogido partidos de la UEFA y FIFA.

## Historia

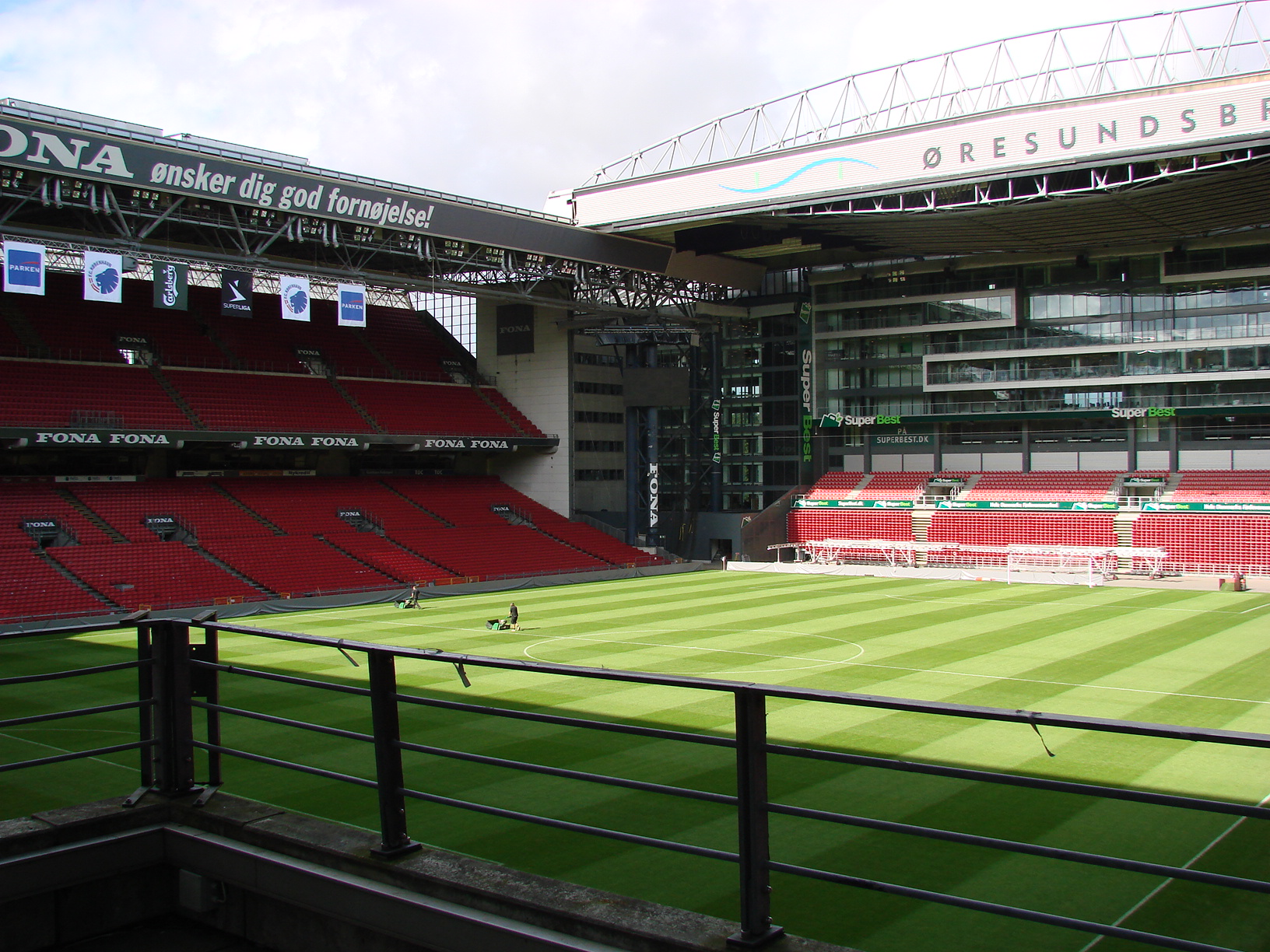
Interior del Parken Stadion.

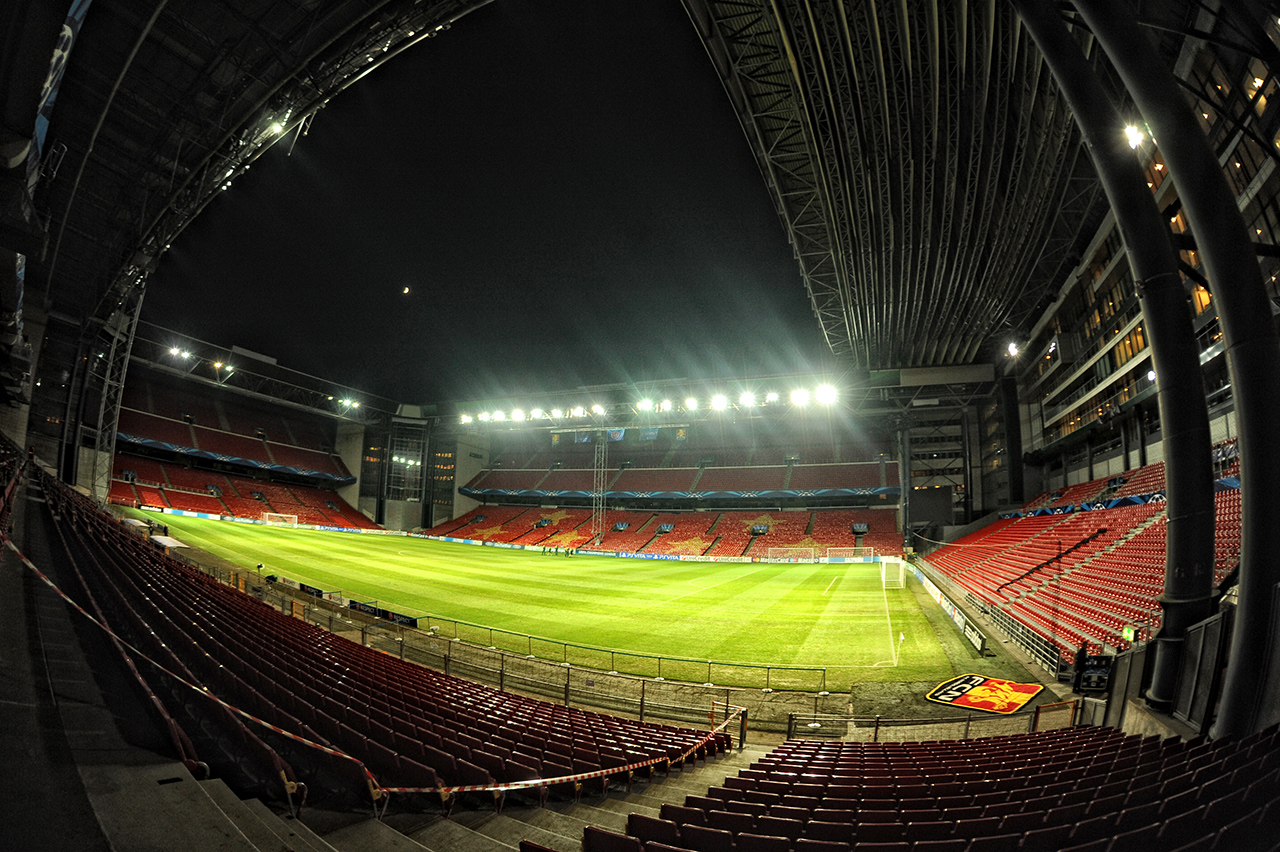
Parken Stadion.

El Parken Stadion fue construido en el mismo lugar en donde estuvo el estadio nacional de Dinamarca, Idrætsparken, entre 1990 y 1992. El último partido oficial de la selección nacional en Idrætsparken fue en las eliminatorias de la Eurocopa 1992, en el partido que perdió 0-2 contra Yugoslavia el 14 de noviembre de 1990. El 9 de septiembre de 1992 se realizó un partido amistoso contra Alemania y perdió por 1–2.
El estadio fue reconstruido por la compañía Baltica Finans A/S garantizando a la Unión Danesa de Fútbol, que todos los partidos nacionales serían jugados en Parken al menos por los próximos 15 años. Toda la reconstrucción costó 640 millones de coronas danesas.
En 1998, Baltica Finans vendió el estadio al club FC Copenhague por DKK 138 millones, y el club ahora es propietario del estadio y las instalaciones adyacentes.
Parken fue incluido en la lista de estadios 4 estrellas de la UEFA en otoño de 1993, permitiendo que sea seleccionado para albergar finales de la Copa UEFA así como de la desaparecida Recopa europea. Siendo un estadio de 4 estrellas, Parken aún no puede organizar la final de la Liga de Campeones de la UEFA ya que esta requiere una capacidad para 50 000 espectadores.
El 2 de junio de 2007 en el Parken Stadion un espectador atacó al árbitro durante el partido entre Dinamarca y Suecia en las eliminatorias de la Eurocopa 2008, recibiendo una sanción y una multa.

## Espectáculos
El estadio ha acogido una serie de conciertos multitudinarios como Pink Floyd (en su gira The Division Bell en 1994), Madonna, Lady Gaga, Depeche Mode, Pet Shop Boys, Eminem, Tiësto, U2, Robbie Williams, Michael Jackson, Volbeat (siendo la primera banda danesa que consigue agotar todas las entradas en el estadio de su ciudad natal), etc. En 2001 acogió el Festival de Eurovisión concentrando el mayor aforo de la historia de este certamen, 38 000 espectadores.
El 11 de julio de 2009, Britney Spears pasó por este estadio para presentar su gira "The Circus Starring: Britney Spears" promoviendo su álbum Circus, delante de más de 50 mil personas, haciendo un "lleno completo".

## Eventos

### Eurocopa 2020
El Parken Stadion albergó cuatro partidos de la Eurocopa 2020.
| Fecha               | Selección #1 | Resultado | Selección #2 | Ronda                 | Espectadores |
| ------------------- | ------------ | --------- | ------------ | --------------------- | ------------ |
| 12 de junio de 2021 | Dinamarca    | 0–1       | Finlandia    | Primera fase, Grupo B | 15 200       |
| 17 de junio de 2021 | Dinamarca    | 1–2       | Bélgica      | Primera fase, Grupo B | 23 395       |
| 21 de junio de 2021 | Rusia        | 1–4       | Dinamarca    | Primera fase, Grupo B | 23 644       |
| 28 de junio de 2021 | Croacia      | 3–5       | España       | Octavos de final      | 22 771       |

## Partidos notables
| Fecha                | Equipo 1      | Res.       | Equipo 2      | Competición                                                  | Espectadores                  |
| -------------------- | ------------- | ---------- | ------------- | ------------------------------------------------------------ | ----------------------------- |
| 4 de mayo de 1994    | Arsenal FC    | 1–0        | Parma FC      | Final de la Recopa de Europa 1994                            | 33 765                        |
| 17 de mayo de 2000   | Galatasaray   | 0–0 (p4-1) | Arsenal FC    | Final de la Copa UEFA 2000                                   | 38 919                        |
| 8 de octubre de 2005 | Dinamarca     | 1–0        | Grecia        | Clasificación de UEFA para la Copa Mundial de Fútbol de 2006 | 42 099 (récord de asistencia) |
| 6 de abril de 2006   | FC Copenhagen | 1–0        | Lillestrøm SK | Final de la Royal League 2005-06                             | 13 617                        |
| 30 de abril de 2006  | FC Copenhagen | 0–0        | Brøndby IF    | Superliga danesa 2005-06                                     | 41 201 (récord en liga)       |